# Îlet Sainte-Marie
L'îlet Sainte-Marie est un îlot martiniquais situé sur la côte nord-est de la Martinique, juste en face de la petite ville de Sainte-Marie. Très prisé par les touristes, il constitue une curiosité géologique de la nature, puisque relié au reste de l'île par un tombolo.

## Géographie
L'îlet dépend de la commune de Sainte-Marie, dans le Nord-Atlantique. Lorsqu'il n'est pas relié à l'île, l'îlet en est distant d'environ 200 mètres.
L'îlet Sainte-Marie est en fait un « presqu'îlet » pendant une partie de l'année, puisqu'il est relié à l'île par une fine langue de sable naturelle, ou cordon littoral, le tombolo.  Cette structure sédimentaire, assez atypique, est formée entièrement du sable, venu de l'océan, qui s'accumule, poussé par les Alizés, en début de carême (saison sèche), quand les fortes pluies cessent, sous l'influence de l'Anticyclone des Bermudes, prenant le pas sur l'Anticyclone des Açores, qui contrôlait jusque-là le climat régional. La dynamique des courants varie, orientant les vagues dans une direction oblique par rapport à la plage, permettant la formation du tombolo.
Les dépôts sédimentaires sableux se déposent sur un fond peu profond (qui ne doit pas dépasser 10 mètres pour la formation d'un tombolo), propice à la formation de ce type de profil sédimentaire, sur la ligne approximative où les trains de vagues venant des deux côtés de l'îlet se rencontrent, les vagues apportant chacune du sable laissé sur place.

## Histoire

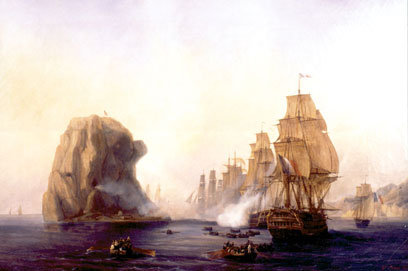
Tableau (1779) du peintre français Auguste-Louis de Rossel de Cercy (1736 - 1804), illustrant le Combat de la Martinique (1779), un combat naval entre les flottes anglaise et française pendant la (1759 - 1809), et montrant l'importance de la prise de position stratégique sur les îles et îlots lors de tels affrontements.

L'îlet a joué un rôle non négligeable dans l'histoire de la ville. En effet, du fait de sa position stratégique, il a accueilli, pendant les guerres de possession de la Martinique entre la France et le Royaume-Uni, un poste d'observation, ainsi que deux canons. Jusqu'aux années 1940, une courte ligne de chemin de fer reliait l'îlet à la ville de Sainte-Marie, permettant le transport de marchandises.
Félix Lorne (1904-1950), instituteur à Sainte-Marie, dirigeait une formation volontaire d'athlètes. Il avait pour habitude, après avoir fait s'échauffer ses élèves sur un terrain de football, de leur prodiguer une leçon de natation, sur le site du tombolo de l'îlet Sainte-Marie. Le 3 mars 1950, un de ses élèves ne parvient plus à sortir de l'eau, sans doute à cause des sables mouvants, mais est rapidement repêché par l'instituteur. Lors de la même leçon, un deuxième élève rencontre les mêmes difficultés. Félix Lorne se lance de même à son secours, mais ne parviendra jamais à le retrouver, avant de disparaître à son tour. Le lendemain, 4 mars, le corps de l'élève est retrouvé au niveau de la voie ferrée. Enfin, le 5 mars, le corps de l'instituteur est retrouvé sur des rochers où il avait été projeté par la houle. Environ 5 000 personnes venues de toute la Martinique assistèrent à son enterrement.

## Tourisme
Le tombolo de l'îlet Sainte-Marie existe pendant quatre mois de l'année, la plupart du temps de janvier-février à avril-mai. En raison de son caractère atypique, il est un attrait touristique important. Les touristes peuvent ainsi marcher sur le tombolo pour rejoindre l'îlet, où des petits sentiers sont tracés. Quand les conditions (période de l'année, niveau de la mer, vents, etc.) sont idéales, le tombolo peut même parfois être praticable à cheval, à vélo, voire en véhicule tout-terrain. À noter toutefois que le site est inaccessible en période de nidification car abritant une réserve naturelle.
Les Samaritains (habitants de Sainte-Marie) ont fait de leur îlet leur fierté, à tel point qu'ils ont donné le nom Tombolo à leur gazette municipale, puisque, par extension, Tombolo désigne également l'îlet lui-même dans la langue locale (créole martiniquais).